# Wymarzony dom Ani
Wymarzony dom Ani (ang. Anne’s House of Dreams) – piąta część cyklu powieściowego autorstwa Lucy Maud Montgomery o Ani z Zielonego Wzgórza. Po raz pierwszy wydana w 1917 roku.

## Fabuła utworu
Ania Shirley zostaje żoną Gilberta Blythe’a. Uroczystość zaślubin odbywa się na Zielonym Wzgórzu. Państwo młodzi przeprowadzają się do nadmorskiej wioski, Glen St. Mary w Zatoce Czterech Wiatrów, gdzie Gilbert przejmuje praktykę lekarską po swoim wuju, Davie. Ania poznaje wielu przyjaciół: kapitana Jakuba, który pracuje w latarni morskiej, pannę Kornelię Bryant, oraz Leslie Moore (w starszych tłumaczeniach: Ewę Moore), troskliwie opiekującą się swoim chorym mężem. Na świat przychodzi córeczka Blythe’ów, Joyce, która umiera tuż po urodzeniu. Około rok później rodzi się syn, Jakub Mateusz, nazwany tak na cześć kapitana Jakuba i Mateusza Cuthberta. Pewnego dnia Gilbert oznajmia, że mają szansę kupić większy dom, położony nieopodal. Twierdzi, że posiadłość Morganów jest najodpowiedniejszym miejscem na kontynuowanie praktyki lekarskiej. Blythe’owie kupują ten dom. Zbiega się to z tragicznym wydarzeniem – śmiercią kapitana Jakuba, który zdążył przeczytać swoją Księgę Życia (napisaną przez Owena Forda). Ania, Gilbert i Jakub Mateusz przeprowadzają się do Złotego Brzegu.

## Bohaterowie
- Ania Shirley (po ślubie – Ania Blythe)
- Gilbert Blythe – mąż Ani Shirley
- Diana Wright
- Alfred Wright
- mały Alfred Wright
- Ania Kordelia Wright
- Maryla Cuthbert
- Małgorzata Linde
- Iza i Jerzy Blake
- Tola i Tadzio
- kapitan Jakub Boyd
- panna Kornelia Bryant (po ślubie – Marshallowa Elliot)
- Leslie (Ewa) West (po ślubie Ford; primo voto – Moore) – przyjaciółka Ani
- Owen Ford – pisarz; od tego tomu- mąż Leslie
- mała Joyce – córka Ani i Gilberta, która zmarła w dniu narodzin
- Mały Jim – syn Ani i Gilberta
- Jerzy Moore
- Zuzanna Baker
- Dave Blythe i jego żona